# Oraàs
Oraàs ist eine französische Gemeinde mit 187 Einwohnern (Stand 1. Januar 2022) im Département Pyrénées-Atlantiques in der Region Nouvelle-Aquitaine (vor 2016: Aquitanien). Die Gemeinde gehört zum Arrondissement Oloron-Sainte-Marie und zum Kanton Orthez et Terres des Gaves et du Sel (bis 2015: Kanton Sauveterre-de-Béarn).
Der Name in der gascognischen Sprache lautet Oràs. Die Bewohner werden Oraàsois und Oraàsoises genannt.

## Geographie
Oraàs liegt circa 45 Kilometer nordwestlich von Oloron-Sainte-Marie in der historischen Provinz Béarn.
Umgeben wird der Ort von den Nachbargemeinden:
|         | Castagnède                                  | Salies-de-Béarn     |
| Escos   | Kompassrose, die auf Nachbargemeinden zeigt | Sauveterre-de-Béarn |
| Abitain | Athos-Aspis                                 |                     |

Oraàs befindet sich im Einzugsgebiet des Flusses Adour. Der Gave d’Oloron durchquert das Gebiet der Gemeinde mit seinen Nebenflüssen,
- dem Arrec Héuré und seinem Zufluss,
  - dem Arrec Baraillou, und
- dem Ruisseau de Laclau und seinem Zufluss,
  - dem Arrec de Lasmarges.[3]

## Geschichte
Bis zum 15. Jahrhundert trugen die Grundherren von Oraàs lediglich den Titel „de Leü“. 1678 besaß Antoine de Lons zwei Wassermühlen. Die älteste, „Mühle Arbus“ genannt, wurde über dem Bach Arrec Héuré gebaut. Sie ist auf der Karte von Cassini eingetragen. Die andere befand sich auf der anderen Seite des Gave bei Abitain. Dies gab dem Grundherrn das Recht, ein Boot zu unterhalten, um den Gave zu überqueren. Die Napoleonischen Kriege sind an Oraàs nicht spurlos vorübergegangen, denn auf dem Gemeindegebiet sind die Körper von drei englischen Soldaten gefunden worden. In den bewaldeten Hügeln tritt Steinsalz zutage. Oraàs war bekannt für sein sehr salzhaltiges Quellwasser, das in der zweiten Hälfte des 19. Jahrhunderts gefördert wurde.
Toponyme und Erwähnungen von Oraàs waren:
- Oras (13. Jahrhundert, fors de Béarn, Manuskript aus dem 14. Jahrhundert, S. 20),
- Nostre-Done d’Oras (1442, Notare aus Labastide-Villefranche, Nr. 1, Blatt 44),
- Horas und Horaas (1538 bzw. 1548, Manuskriptsammlung aus dem 16. bis 18. Jahrhundert),
- Oras (1750 und 1793, Karte von Cassini bzw. Notice Communale),
- Oraas (1801, Bulletin des lois) und
- Oràas (1863, Dictionnaire topographique Béarn-Pays basque).[5][4][6]

### Einwohnerentwicklung
Nach einem Höchststand der Einwohnerzahl von 565 in der Mitte des 19. Jahrhunderts reduzierte sich die Zahl bei einigen Erholungsphasen bis zur Jahrtausendwende auf ein Niveau von rund 170, das bis heute gehalten wird.
| Jahr      | 1962 | 1968 | 1975 | 1982 | 1990 | 1999 | 2006 | 2009 | 2022 |
| --------- | ---- | ---- | ---- | ---- | ---- | ---- | ---- | ---- | ---- |
| Einwohner | 217  | 205  | 212  | 197  | 180  | 170  | 175  | 163  | 187  |

## Sehenswürdigkeiten
- Pfarrkirche, gewidmet Mariä Himmelfahrt. Sie ist im 14. Jahrhundert vor allem aus Sandstein der Region und Kieselsteinen des nahen Gave errichtet worden. Der Langbau mit einem Kirchenschiff wird durch eine Apsis verlängert, die mit fünf Wänden abgeschlossen ist. Auf drei Wänden lassen hohe, schmale Fenster Licht in den Chor. Die Wandecken sind mit Strebewerken mit Wassernasen verstärkt. Der Glockenturm über dem Eingangsvorbau auf der anderen Seite der Kirche wurde vermutlich im späten 19. Jahrhundert angefügt. Der südliche Eingang zeigt sich durch die Wölbungen seines Rundbogens und kleine Kapitelle aus, die sehr erodiert sind. Der Eingang an der Westseite ist leicht spitzbogenförmig. Er besitzt drei Wölbungen mit dicken Wülsten, die auf Kapitellen ruhen, welche mit langen Palmetten verziert sind. Die umgebende Archivolte ist mit Sternen besetzt. Langhaus und Chor sind mit einem Kreuzrippengewölbe ausgestattet. Der Altar im Chor der Kirche ist ohne Tabernakel, aber mit einem Medaillon, einer Girlande aus Blattwerk und zwei Cherubinenköpfen verschönert.[8]

- Schloss Leu. Im gleichnamigen Ortsteil wurde das Schloss auf einem Erdhügel auf einer Anhöhe am Ende des 13. Jahrhunderts errichtet. Einer der ersten Grundherren war Espan du Leü, Abt des Laienklosters von Orthez und Freund von Gaston Fébus, Vicomte von Béarn. 1725 war das Schloss noch von einem doppelten Graben umgeben und besaß eine Scheune, Pferdeställe, einen Weinkeller, einen Innenhof und einen Garten. Aber zur Zeit der Französischen Revolution wurde es bereits als Ruine bezeichnet. Die Dicke der Wände des dreistöckigen Gebäudes variiert zwischen 1,20 m und 1,30 m. Fenster verschiedener Größe sind ohne Symmetrie auf verschiedenen Stockwerken angeordnet. Unterhalb des Walmdachs verläuft ein Genueser Fries, bestehend aus einer doppelten Ziegelreihe im Mörtel, rund um das Gebäude. Merkmale der Verteidigungsfunktion des ursprünglichen Baus sind heute noch erkennbare Kragsteine und Schießscharten. Das Schloss beherbergt heute einen landwirtschaftlichen Betrieb und ist nicht zu besichtigen.[9]

- Herrensitz von Oraàs. Er befand sich in den Jahren 1940 bis 1950 im Besitz von Maurice Escande, späterer Intendant der Comédie-Française. Es ist im traditionellen Baustil errichtet mit Kieselsteinen aus dem Gave und Dächern mit Dachgauben und Flachziegeln.[10]

## Wirtschaft und Infrastruktur

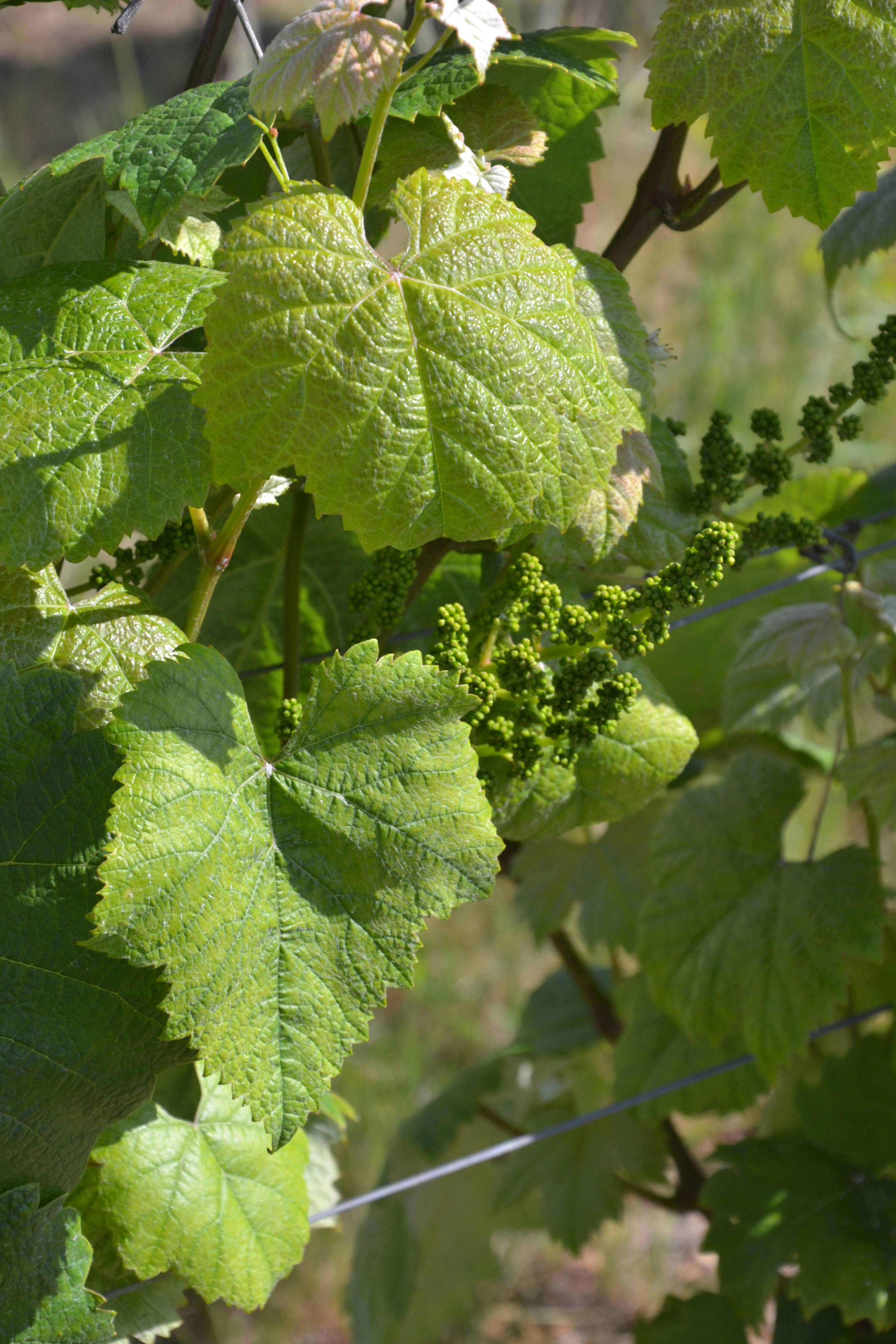
Weinrebe der AOC Béarn

Die Landwirtschaft ist traditionell der wichtigste Wirtschaftsfaktor der Gemeinde. Das Weingut „Villa Bys“ baut seit 2004 auf 26 Hektar Weine u. a. der AOC Béarn an.
Oraàs liegt in den Zonen AOC des Weinbaugebiets Béarn, des Ossau-Iraty, eines traditionell hergestellten Schnittkäses aus Schafmilch, sowie der Schweinerasse und des Schinkens „Kintoa“.

### Verkehr
Oraàs ist erreichbar über die Routes départementales 27 und 284.

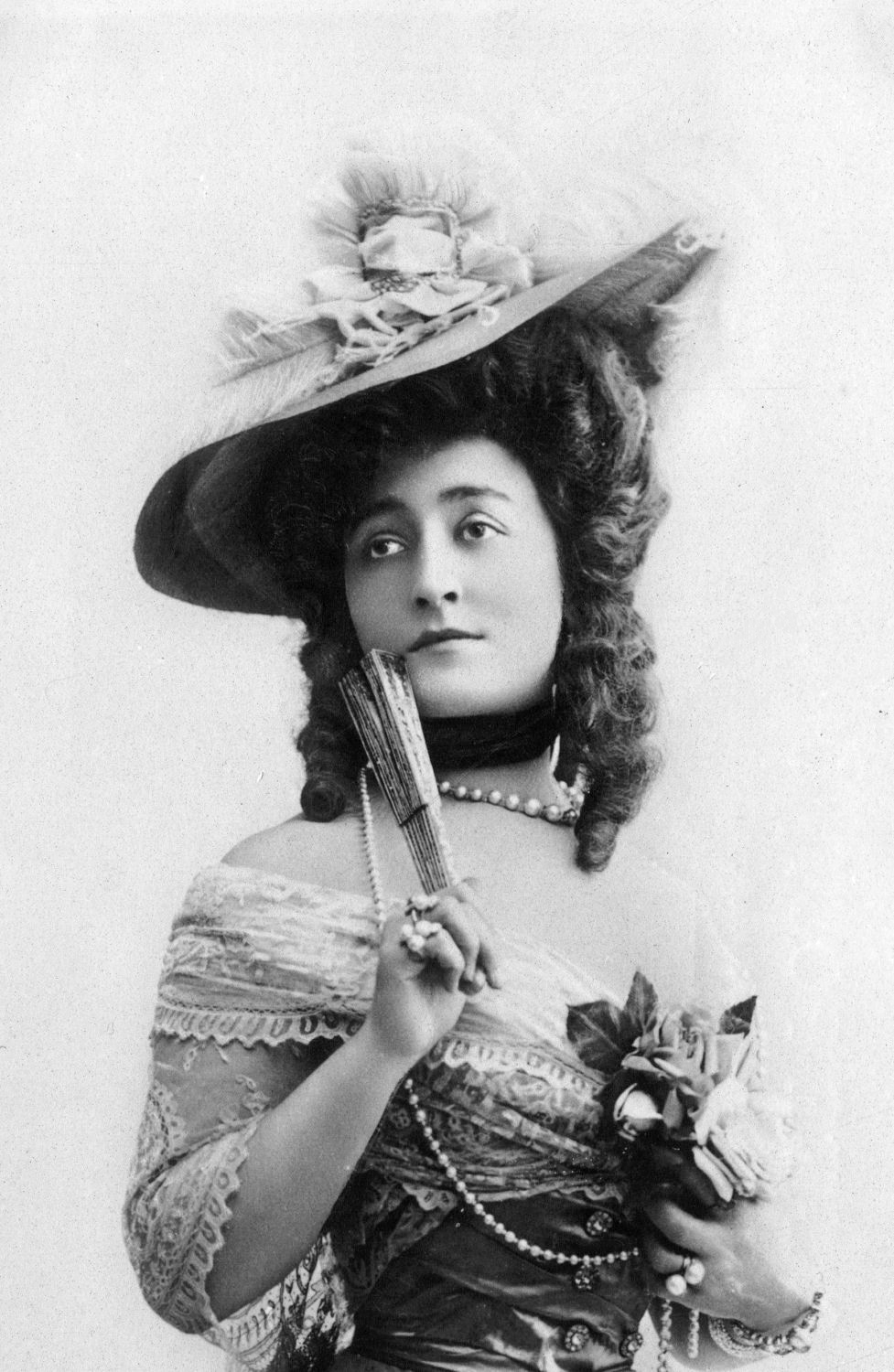
Cécile Sorel

## Persönlichkeiten
- Maurice Escande, geboren am 14. November 1892 in Paris, gestorben am 10. Februar 1973 in Paris, war französischer Theater- und Filmschauspieler und u. a. Intendant der Comédie-Française von 1960 bis 1970. Er lebte in den 1930er Jahren auf seinem Anwesen in Oraàs.

- Cécile Sorel, geboren am 7. September 1873 in Paris, gestorben am 3. September 1966 in Trouville-sur-Mer (Département Calvados), war eine französische Schauspielerin und Mitglied der Comédie-Française. In mehreren Jahren verbrachte sie die Sommermonate bei Maurice Escande, mit dem sie eine Freundschaft verband.